# Краткодневица
Краткодневица је дан када је ноћ најдужа а обданица најкраћа. То се дешава једном годишње, и то на северној хемисфери углавном 21. децембра, а на јужној најчешће 21 јуна. Краткодневица означава почетак зиме.